# 国際労働機関
国際労働機関（こくさいろうどうきかん、英語: International Labour Organization、略称：ILO）とは
国際労働基準の制定を通して世界の労働者の労働条件と生活水準の改善を目的とする、国際連合の専門機関。1919年に国際連盟に創設され、国際連合において最初で最古の専門機関である。本部はスイスのジュネーヴ。加盟国は187か国。₍2024年10月1日₎
ILOは、結社の自由、団体交渉権の効果的承認、強制労働の撤廃、児童労働の廃止、差別の撤廃を擁護してきた。1969年には、国家間の友愛と平和に貢献し、労働者のディーセント・ワークと正義を追求し、途上国に技術支援を行ってきたことをたたえノーベル平和賞を受賞した。
日本は労働者保護に関わる重要な条約である155号条約（労働安全衛生）、47号（週40時間制）、132号（年次有給休暇）、140号（有給教育休暇）などが未批准である。

## 沿革
- 1919年 - 第一次世界大戦後、当時の社会活動家による国際的な労働者保護を訴える運動、貿易競争の公平性の維持、各国の労働組合の運動、ロシア革命の影響で労働問題が大きな政治問題となっていたため、国際的に協調して労働者の権利を保護するべきと考えられた。パリ講和会議において国際連盟の姉妹機関としての国際労働機関の設立が合意され、ヴェルサイユ条約第13編労働などの各講和条約には規約が記載された。そのILO憲章の前文では『普遍的で持続的な平和は社会正義によってのみもたらされる』と明記された[1]。当初の参加国は43か国[2]。

- 1944年 - 第二次世界大戦中は活動が縮小していたが、フィラデルフィア宣言を採択し、戦後に向けて活動を再開した。フィラデルフィア宣言において、下記の根本原則を確認した。

- 1946年 - 国際連合と協定を結び、国連の目的達成の一翼を担う、最初の専門機関となる。ILO憲章を改正し、フィラデルフィア宣言をその付随文書として取り込む。
- 1969年 - ノーベル平和賞を受賞した。
- 1977年 - アメリカ合衆国は、社会主義国への批判とイスラエルへの支援の目的で脱退したが、1980年に復帰した[3]。
- 1999年 - 総会において21世紀のILOの目標として「すべての人へのディーセント・ワーク（働きがいのある人間らしい仕事）の実現」を掲げた。
- 2018年 - 年次総会で職場でのセクハラを含むハラスメントをなくすため、条約を制定すべきとした委員会報告を採択、2019年総会でハラスメント対策として初の国際基準となる条約制定を目指す[4]。

## 組織
ILOの組織は、総会・理事会・国際労働事務局等の本部組織の他に40以上の国に地域総局と現地事務所を設けている。また、ILOは社会対話の推進から国際連合機関のなかで唯一、加盟国が政府、労働者、使用者の三者構成で代表を送っている（三者構成の原則）。
開発途上国への技術研修などの役割も果たしており、そのために国際研修センター（トリノに設置）を置いている。

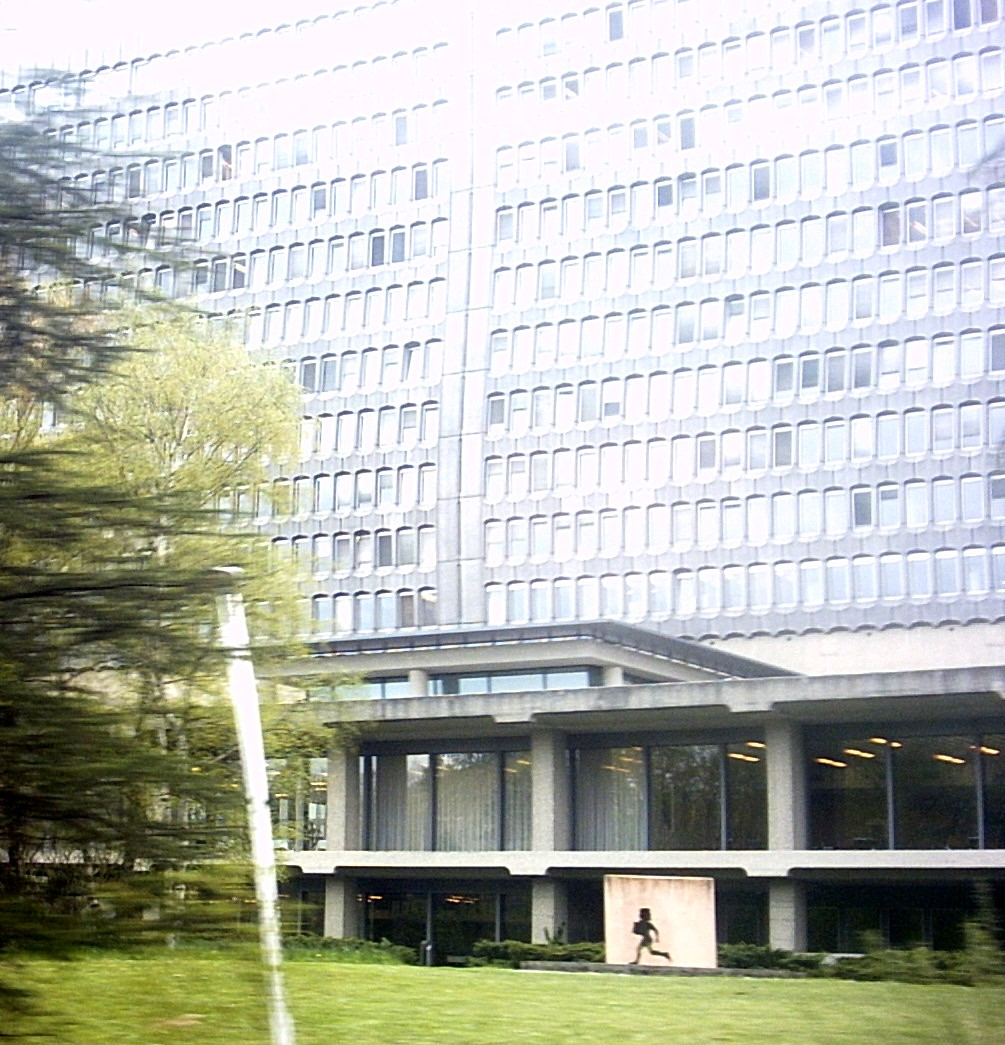
スイスジュネーヴのILO本部

### 総会
総会はILOの最高意思決定機関で、「国際労働会議」（英: International Labour Conference、「国際労働総会」とも訳される）と呼ばれる。通常は毎年1回、6月に開催され、国際労働条約・勧告の審議・採択、各国の実施状況の審査、加盟国の承認などを討議する。加盟国の代表は政府代表2名、労働者代表1名、使用者代表1名の計4名からなる三者構成を採っている。政労使の各代表はそれぞれ独立して発言や投票を行う。
この他に、約10年に一度、船員労働のみを審議する「海事総会」がある。

### 理事会
理事会はILOの執行機関である。総会の決定事項の執行やILO事務局の監督を行う。理事は政府理事28名、労働者理事14名、使用者理事14名の計56名で構成される。このうち政府理事10名は常任理事国（アメリカ合衆国・イギリス・フランス・ドイツ・日本・イタリア・ロシア・中華人民共和国・インド・ブラジル）から任命される。

### 国際労働事務局
国際労働事務局はILOの日常業務を遂行する機関である。事務局には理事会が任命する事務局長の下に2000名を超える職員がおり、諸会議の報告書作成や労働・生活条件の国際的な資料収集と分析等を行っている。

#### 歴代事務局長
| 任期            | 氏名                          | 出身国             | 経験職・関連団体                                                                           |
| --------------- | ----------------------------- | ------------------ | ------------------------------------------------------------------------------------------ |
| 1919年 -1932年  | アルベール・トーマ            | フランス           | 外交官、軍需大臣                                                                           |
| 1932年 -1938年  | ハロルド・バトラー            | イギリス帝国       | 外交官・欧州経済協力連盟                                                                   |
| 1939年 -1941年  | ジョン・G・ワイナント         | アメリカ合衆国     | ニューハンプシャー州知事                                                                   |
| 1941年 -1948年  | エドワード・F・フィーラン     | アイルランド共和国 | 公務員（労働省）                                                                           |
| 1948年 -1970年  | デイビッド・A・モース         | アメリカ合衆国     | 弁護士・軍人                                                                               |
| 1970年 -1973年  | C・ウィルフレッド・ジェンクス | イギリス           | ILO職員                                                                                    |
| 1974年 -1989年  | フランシス・ブランシャール    | フランス           | 軍人・国際難民機関・国際移住機関・国際連合難民高等弁務官事務所                             |
| 1989年 -1999年  | ミシェル・アンセンヌ          | ベルギー           | 法学博士・雇用・労働大臣                                                                   |
| 1999年 -2012年  | フアン・ソマビア              | チリ               | 弁護士、外交官、国連経済社会理事会、国連安全保障理事会、世界社会開発サミット準備委員会、   |
| 2012年 -2022年  | ガイ・ライダー                | イギリス           | 政治学者、イギリス労働組合会議、国際自由労働組合総連盟、国際商業事務専門職技術労働組合連盟 |
| 2022年10月1日 - | ジルベール・ウングボ          | トーゴ             | 政治家（元首相）、外交官、国際農業開発基金代表                                             |

## 機能

### 国際労働条約
ILO総会で採択される条約を国際労働条約（ILO Conventions）という。それを批准した国だけしか拘束しない。しかし、採択時に反対した加盟国も、条約を自国で批准権限を持つ機関（日本では国会）に提出しなければならない。ILOには190の条約（うち撤回・廃止11、棚上げ19）と206の勧告（うち撤回36、置き換え22）がある（2023年1月現在）。
設立以来、具体的な国際労働基準の制定を進めてきており、近年では、男女の雇用均等や同一労働同一賃金の徹底、強制労働と児童労働の撲滅、移民労働者や家庭内労働者の権利にも力を注いでいる。
Fundamental convention（中核的労働基準）
- 29号条約 （強制労働に関する条約） - 日本は批准している。
- 87号条約（結社の自由及び団結権の保護に関する条約） - 日本は批准している。
- 98号条約（団結権及び団体交渉権についての原則の適用に関する条約） - 日本は批准している。
- 100号条約（同一価値の労働についての男女労働者に対する同一報酬に関する条約）- 日本は批准している。
- 105号条約（強制労働の廃止に関する条約）- 日本は2022年7月19日に批准[14]。
- 111号条約（雇用及び職業についての差別待遇に関する条約）
- 138号条約（就業が認められるための最低年齢に関する条約） - 日本は批准している。
- 155号条約（職業上の安全及び健康に関する条約）
- 182号条約（最悪の形態の児童労働の禁止及び撤廃のための即時の行動に関する条約） - 日本は批准している。
- 187号条約（職業上の安全及び健康促進枠組条約） - 日本は批准している。

その他
- 1号条約（工業的企業に於ける労働時間を1日8時間かつ1週48時間に制限する条約）- 八時間労働制
- 14号条約（工業的企業に於ける週休の適用に関する条約）- 週休1日制
- 30号条約（商業及び事務所における労働時間の規律に関する条約））- 八時間労働制
- 52号条約（年次有給休暇に関する条約（英語版）） - 年次有給休暇
- 102号条約（社会保障の最低基準に関する条約（英語版）） - ユニバーサルヘルスケア、傷病給付、失業給付、老齢給付、業務災害給付を規定。日本は批准している。
- 128号条約（障害、老齢及び遺族給付に関する条約（英語版））- 年金#給付事項を規定。
- 158号条約（1982年の雇用終了条約） - 解雇の要件と予告期間を定める。
- 159号条約（障害者の職業リハビリテーション及び雇用に関する条約） - 日本は批准している。
- 181号条約（1997年の民間職業仲介事業所条約） - 職業紹介事業。日本は批准している。
- 183号条約（1952年の母性保護条約に関する改正条約）- 母性保護、産前産後休業

日本は、50の条約を批准している が、これは全条約のうち約4分の1、ヨーロッパ諸国のおよそ半分またはそれ以下である（例、ドイツ83、イギリス86、スウェーデン92、フィンランド98、オランダ106、ノルウェー107、フランス123、スペイン133）。一方、アメリカ、カナダ、韓国などは日本よりも批准数が少ない。

### 勧告
勧告(Recommendation)は、条約と異なり拘束力はなく、批准の対象にはならない。

## 日本との関係
日本は設立時から参加しており国際会議には政府・使用者・労働者（松岡駒吉他）のそれぞれ代表を送っている。1938年に脱退し、サンフランシスコ講和条約調印の1951年にILOへの復帰を果たした。
1922年以来、脱退・再加盟を経て1954年から常任理事国を務めている。1975年からは政府、労働者、使用者の三者すべてが常任理事となっており、理事会における議席を占めているものの国内では、派遣業界がILO勧告を守らないなどといった例も数多く見られる。これに対し拠出金や人的協力においては非常に協力的でありILO側からも高く評価されている。

### 日本の主な未批准条約
ILOが採択した184条約（失効5条約を除く）のうち、日本が批准しているのは48条約で、全体のおよそ四分の一にあたる。以下は日本の主な未批准条約；
- 1号条約（一日8時間・週48時間制）、47号（週40時間制）、132号（年次有給休暇）、140号（有給教育休暇）などの労働時間・休暇関係の条約。
- 1998年のILO新宣言（労働における基本的原則及び権利に関するILO宣言）で「最優先条約」とされた8条約のうち、111号（雇用及び職業についての差別待遇に関する条約）。
- 3号（母性保護）、 94号（公契約における労働条項）、95号（賃金保護）、97号（移民労働者）、103号（母性保護、改正）、148号（作業環境）、149号（看護職員）、151号（公務労働者）、154号（団体交渉） 、155号（労働安全衛生）、157号（社会保障の権利維持）、158号（使用者の発意による雇用の終了）、171号（夜業）、173号（労働者債権の保護）、174号（大規模産業災害防止）、175号（パートタイム労働）、177号（在宅形態の労働）、183号（母性保護）など。

日本では特に、労働時間関連、母性保護関係、雇用形態についての条約批准に消極的である傾向がうかがえる。連合、全労連など、日本の労働団体はこれら未批准の条約の早期批准を求めている。
「いずれかの国が人道的な労働条件を採用しないことは、自国における労働条件の改善を希望する他の国の障害となる」とILO憲章に書かれているとおり、日本も国際労働機関から早期批准を求められている。